# Iută
Iuta (Corchorus olitorius) (arabă ملوخية‎  mulūchia) este o plantă anuală din familia „Malvaceae” care se cultivă pentru fibrele care se obțin din tulpina plantei care se utilizează la confecționarea frânghiilor sau unei pânze pentru saci.

## Aspect morfologic
Planta are o tulpină ierboasă care atinge 2,50 m înălțime,este lipsită de peri, are frunze de 4–10 cm, alungite eliptice la margini zimțate. Florile de culoare alb gălbuie, au 6 petale, atingând o lungime între 5 și 8 mm, sunt grupate câte două sau trei. Fructul se prezintă ca semințe negre colțurooase de 1,5 – 2 mm lungime, așezate într-o capsulă cilindrică, ușor curbată, ce atinge o lungime de 3,5 mm.
```

```

## Utilizare
In bucătăria arabă din Egipt, Tunisia, Libia, Palestina, Siria și Iordania planta este folosită la prepararea unor mâncăruri. În celelalte țări din plantă se obțin fibrele care sunt utilizate în industria textilă.